# Valasca

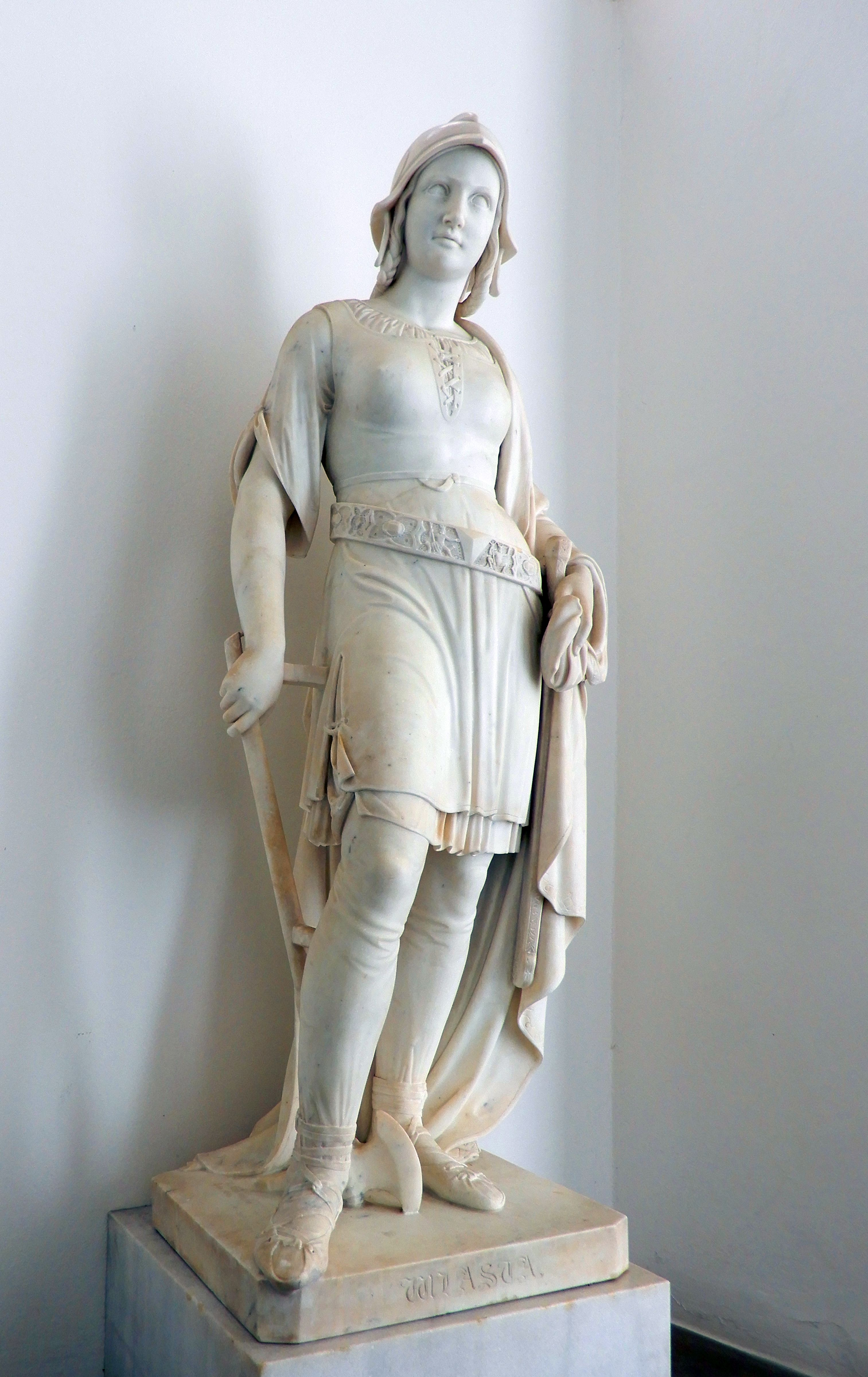
Josef Maxː Mythological Slavonic woman fighter Vlasta, marmor, Rome 1842

Valasca var enligt legenden ledaren av det böhmiska kvinnokriget. Hon ledde ett uppror av kvinnor efter drottning Libuše och etablerade ett kortvarigt matriarkat under 700-talet.